# حوش الفن الفلسطيني
حوش الفن الفلسطيني هي مؤسسة فنية غير ربحية تأسست في 2004 ومقرها في القدس، فلسطين. تعنى المؤسسة بالفنون البصرية الفلسطينية وحفظها وتوثيقها.

## عنها
تقع المؤسسة في الطابق الأول لبيت عربي تقليدي شُيد خلال الثلاثينات من القرن العشرين ويطل على شارع الزهراء في قلب مركز القدس التجاريّ. وقد تأسست في 2004 وترأستها روان شرف. تعمل الحوش كمؤسسة ثقافية تعمل في مجال الفنون البصرية، وتسعى لبناء الوعي والتقدير للفنون والثقافة البصرية والمساهمة في إنتاج المعرفة ونشرها من خلال تطوير وإنتاج برامج تعتمد مناهج البحث. وتتمثل رسالتها في «توفير وتكريس المعرفة لصالح الجمهور الفلسطيني، من أجل التعبير والاستكشاف وتعزيز هُويتهم القومية والثقافية من خلال الثقافة البصرية».
تتولى ريم عبد الهادي إدارة المؤسسة منذ نيسان 2020 فيما يشغل طارق زياد البكري رئيس مجلس الإدارة.

## نشاطاتها
شاركت الحوش في النسخة الأولى من معرض قلنديا الدولي 2012، بإقامة معرضاً استرجاعياً للفنان مصطفى الحلاج. كما شاركت في نُسختي 2014 و2016 من قلنديا الدولي. وشاركت في الدورة الثانية من «مشروع الفنون البصرية: نماء واستدامة» لمؤسسة عبد المحسن القطان.
أطلقت الحوش المنصة الإلكترونية، «يُرى»، وهو مشروع متفرّد للحفاظ على إرث الفنون البصرية الفلسطينية وأرشفتها في 2021، بعد جهد استمر خمس سنوات بتمويل من مؤسسة عبد المحسن القطان والوكالة السويدية للتعاون الإنمائي الدولي (سيدا).